# Motte (motorfietsmerk)
Motte is een historisch Duits merk van scooters, bromfietsen en lichte motorfietsen met tweetaktmotoren van 50- tot 125 cc die van 1955 tot 1959 werden gemaakt.